# Саїд-Галієв Сахиб-гару
Сахиб-гару Саїд-Галієв (Сахіб-гарей; тат. Сәхибгәрәй Сәетгалиев; 6 (18) березня 1894, Уфа — 29 жовтня 1938) — радянський державний і партійний діяч татарського походження. Член Центральної контрольної комісії РКП(б) у 1924—1925 роках.

## Життєпис
Народився в Уфі у робітничій родині. У 1915 призваний в армію. У 1916 — агітатор комітету РСДРП м. Катеринбурга (Свердловськ). Після Лютневої революції 1917 — член полкового комітету і Катеринбурзької ради, голова гарнізонного комітету воїнів-мусульман. Член Комуністичної партії з березня 1917. З липня 1917 — голова Уральської обласної мусульманської ради.
У 1918—19 комісар у справах національностей Казанської ради, член татаро-башкирського бюро Уфімського губкому, викладач мусульманських військово-політичних курсів при Політвідділі Центральної мусульманської військової колегії. У листопаді 1919 — делегат 2-го Всеросійського з'їзду комуністичних організацій народів Сходу (КОНС), вибраний головою Центрального бюро КОНВ при ЦК РКП (б).
19 вересня 1921 направлений до Криму. У 1920—21 — голова Ревкому Татарської АРСР, член Казанського губкому РКП (б), голова РНК Татарської АССР, член ВЦВК. Розглядав Кримську АРСР як «плацдарм для революцій в ісламському світі». В перших числах жовтня виїхав до Криму для ознайомлення з затвердженим ВЦВК положенням «Про Кримську республіку», його з Москви рекомендували для обрання головою майбутньої республіки. 17 листопада 1921 у Сімферополі відбувся І Всекримський з'їзд рад, затверджено конституцію Кримської АСРР, на першому засіданні кримського ЦВК сформовано РНК автономної республіки на чолі з Саїд-Галієвим. В лютому 1924 увійшов до складу комісії при ВУЦИК по землеустрою євреїв з метою проведення переговорів з іноземними організаціями по залученню їх коштів для здійснення цього землеустрою.
16 травня 1924 передав всі справи по Раднаркому Криму своєму заступнику І. Гончарову у зв'язку з переведенням на роботу у Москві.
З 1924 на партійній і державній роботі. Обирався членом ВЦИК і ЦВК СРСР.
Репресований, розстріляний зі стандартним формулюванням «ворог народу». Реабілітований посмертно.